# Declaración de la renta

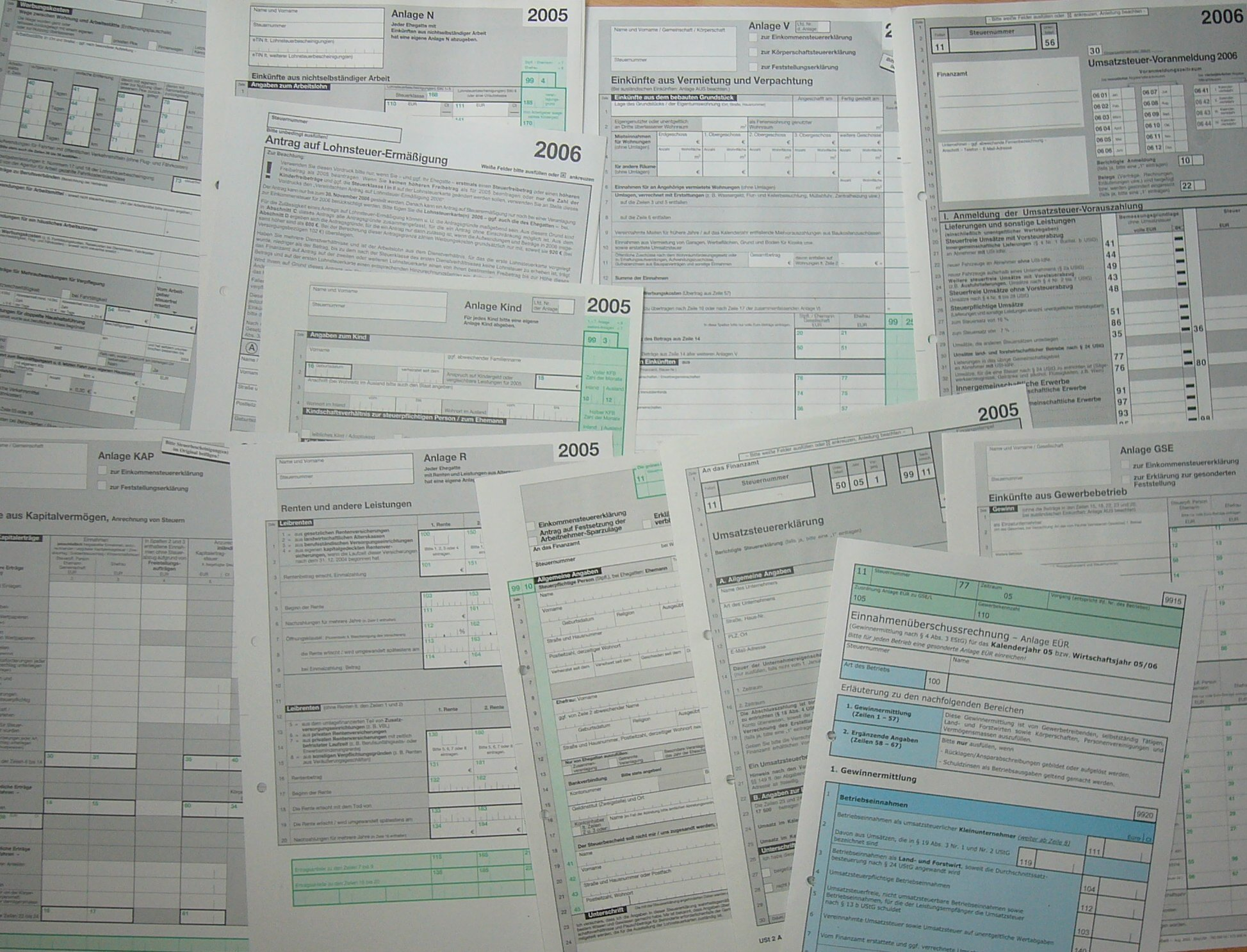
Formularios fiscales alemanes

Una declaración de impuestos es la finalización de la documentación que calcula los ingresos obtenidos de una entidad o individuo con el monto del impuesto pagadero al gobierno, a las organizaciones gubernamentales o a los contribuyentes potenciales.
Los formularios de impuestos específicos están destinados a ser utilizados por contribuyentes o entidades privadas que están obligadas a reportar información sobre las obligaciones tributarias junto con los perceptores de ingresos, negocios y empresas. Los gobiernos utilizan los ingresos fiscales para otorgar sumas de dinero a las comunidades, incluidos los militares, la educación, los hospitales y la infraestructura.

## Las tres partes de una declaración de impuestos
Ingresos: esta parte consta de todas las fuentes de ingresos. El método más conocido para detallar es un formulario W-2, obtenido de su empleador. Los sueldos, salarios, dividendos e intereses también deben considerarse como una fuente de ingresos.
Deducciones: Disminución del razonamiento o deducciones en la deuda tributaria. Para las organizaciones, la mayoría de los gastos específicamente identificados con tareas comerciales son deducibles. Los ciudadanos pueden separar conclusiones o utilizar la derivación estándar para su situación de documentación. Cuando finaliza la reducción de todos los resultados, el ciudadano puede decidir su tasa de gasto sobre su salario bruto equilibrado.
Créditos fiscales: Los créditos fiscales son incentivos beneficiosos para los contribuyentes. Los créditos fiscales reducen el monto de las obligaciones pagadas a las entidades gubernamentales. Los créditos fiscales tienen más impacto que las deducciones porque reducen directamente la cantidad de dinero adeuda. Si tiene $ 500 en créditos fiscales y su impuesto adeuda es de $ 500, los créditos fiscales reducirán su responsabilidad a 0. Los créditos fiscales surgen de varias áreas. Por ejemplo, recibe un crédito tributario por hijos si cuidó a un niño menor de 13 años. Si tiene gastos educativos calificados, podría calificar para el crédito tributario de oportunidad estadounidense.

## La declaración de la renta en España
La declaración de la renta o IRPF, es un tributo que tienen que pagar los ciudadanos de España, por los beneficios y las rentas que hayan obtenido a lo largo de su año fiscal. Se incluyen los ingresos de todos los tipos: los asalariados, los conseguidos como trabajadores por cuenta propia y los que provienen como un cobro de prestaciones públicas.
Lo que se hace en la declaración anual de la renta es una liquidación en la que se calcula el importe de los impuestos que se deben pagar. A esa cantidad, se resta los pagos que se han hecho de forma anticipada durante el año. Es por eso que se habla de “salir a devolver o a pagar”. Si las retenciones que se han hecho son mayores al importe que debe pagar una persona, Hacienda devuelve la diferencia. Y en el caso contrario, el contribuyente tendrá que pagar.
En España los principales ingresos que se tienen en cuenta son los siguientes:
- Rendimientos del trabajo.
- Rendimientos del capital mobiliario.
- Rendimientos del capital inmobiliario.
- Rendimientos de actividades económicas, empresariales o profesionales.
- Ganancias y pérdidas patrimoniales.

Algunas deducciones se incluyen en el propio borrador de la renta, pero otras no, es por ello que es importante tenerlas en cuenta y revisarlo bien antes de enviarlo , para asegurarnos el mayor ahorro en nuestra declaración. 
Además, según la Ley 22/2009 del 18 de diciembre, se regula el sistema de financiación de las Comunidades Autónomas y se modifican determinadas normas tributarias (BOE del 19), en las que cada Comunidad Autónoma puede asumir la aprobación de deducciones aplicables según: 
- Circunstancias personales y familiares.
- Inversiones no empresariales.
- Aplicación de renta.
- Subvenciones y ayudas públicas no exentas que se perciban de la Comunidad Autónoma.

Así, los contribuyentes de cada comunidad autónoma podrán aplicar deducciones diferentes según la comunidad en la que vivan. Por ejemplo, en Andalucía, hay un total de 13 deducciones autonómicas, como la deducción autonómica del alquiler de la vivienda, que permite un ahorro de hasta un 55%.

### Plazo
El plazo para presentar la renta se inicia el 6 de abril y finaliza el 30 de junio. Se puede hacer de forma telemática, telefónica o de forma presencial. Las fechas a tener en cuenta antes del cierre de campaña son: 
- 27 de junio: es el último día para presentar los documentos en el caso de que estos sean a devolver y se quiera recibir el importe mediante la domiciliación bancaria.
- 29 de junio: último día para pedir cita previa para la declaración telefónica, y para la realización de la renta de manera presencial en una oficina.
- 30 de junio: se cierra el periodo para presentar las declaraciones y se cierra la Campaña de la Renta.

Si la renta sale a devolver, el plazo para recibir el dinero por parte de la Agencia Tributaria puede tardar hasta el 30 de diciembre. En el caso de que salga a pagar, se puede realizar el pago de dos formas: pago único o pago fraccionado. En el caso de querer fraccionar el pago, se divide en dos plazos, el primero es de un 60% del importe, que se deberá abonar en el momento de presentar la declaración, y el segundo de un 40%, que puede pagarse hasta el 5 de noviembre. La posibilidad de fraccionar el pago está hasta el 26 de junio, siempre que la deuda declarada esté domiciliada.

### Renta Web
Es el portal oficial de la AEAT, ente del Ministerio de Hacienda, que permite realizar la declaración del IRPF de forma telemática. Para poder realizarla, el contribuyente accede al servidor de la Agencia Tributaria y añade cualquier dato o renta, para poder tramitar su declaración fácilmente. La plataforma permite presentar la declaración de forma telemática. Para realizar el pago es posible realizarlo o bien, de forma telemática, o bien, presencialmente en las Entidades Colaboradoras mediante carta de pago.